# HART
HART (англ. Highway Addressable Remote Transducer) — набор коммуникационных стандартов для промышленных сетей.
Предназначен для подключения промышленных датчиков. Включает проводной и беспроводной физические уровни, а также протокол обмена. Проводной вариант позволяет передавать цифровые данные и питание по двум проводам, сохраняя совместимость с аналоговыми датчиками стандарта токовая петля 4—20 мА.

## История
Первоначальный HART-протокол был разработан в середине 1980-х годов американской компанией Rosemount. В 1986 году получил наименование HART и стал открытым стандартом.
С 1993 года владельцем технологий и стандартизирующей организацией являлась HART Communication Foundation. С 2014 года, после слияния Fieldbus Foundation и HART Communication Foundation, спецификации HART поддерживаются FieldComm Group.
| Ревизия | Год  |                               |
| ------- | ---- | ----------------------------- |
| 2.0     | 1986 | Первая открытая спецификация. |
| 3.0     | 1987 |                               |
| 4.0     | 1988 |                               |
| 5.0     | 1989 |                               |
| 6.0     | 2001 |                               |
| 7.0     | 2007 | Добавлен WirelessHART.        |
| 7.5     | 2012 | Действующая спецификация.     |

Начиная с ревизии HART 5.0 спецификация сохраняет совместимость протокола снизу вверх. То есть новые изменения вносятся так, чтобы не затронуть уже имеющуюся функциональность. Спецификации HART 4 и более ранние могут быть протокольно несовместимы с последующими ревизиями.

## Спецификации
В стандарт входит 17 документов, охватывающих как проводной, так и беспроводной (WirelessHART) вариант интерфейса. На 2017 год базовая спецификация имеет ревизию HART 7 (документ HCF-SPEC-13). Политика распространения официальных спецификаций предусматривает либо членство в стандартизирующей организации либо покупку бумажных копий стандарта, в открытом доступе их нет.
Часть спецификаций проводного HART входит в стандарт IEC 61158-CPF9. WirelessHART стандартизирован как IEC 62591:2010.
Стандарт определяет три уровня модели OSI — физический уровень, канальный и прикладной уровень. Физических уровня два — старый с частотной модуляцией и новый с фазовой. Канальный уровень определяет структуру фреймов. Прикладной — наборы команд.

## Проводной HART

### Физический уровень
Физический уровень HART выполнен поверх токовой петли стандарта 4—20 мА. Данные передаются модуляцией тока амплитудой ±0,5 мА со спектром выше 500 Гц, постоянная составляющая недопустима. При этом спектр аналогового сигнала токовой петли должен быть ограничен до 25 Гц. Минимальное сопротивление источника питания линии (приемника сигнала 4—20 мА) 230 Ом. Таким образом, питание датчика, снятие его первичных показаний и вторичной информации осуществляется по двум проводам.

#### Частотная модуляция
Первоначальный стандарт допускал только одну скорость и один вид модуляции, заимствованный из модемного стандарта Bell 202: частотную манипуляцию 1200/2200 Гц со скоростью 1200 бод. Для передачи логической «1» HART использует один полный период частоты 1200 Гц, а для передачи логического «0» — два неполных периода 2200 Гц. Разделение приемного и передающего каналов временное, то есть в один момент времени работает только один передатчик. Этот физический уровень стандартизирован в документе HCF_SPEC-54.
Частотно-модулированный режим является обязательным для всех HART-устройств.

#### Фазовая модуляция
Впоследствии стандарт был дополнен более скоростным вариантом с фазовой модуляцией. Несущая 3200 Гц, 8-позиционная фазовая манипуляция на одном периоде несущей (то есть символьная скорость 3200 бод), скорость передачи данных 9600 бит/с (то есть с помощью одного символа кодируется 3 бита). Стандарт определяет вариант с фазовой модуляцией как дополнительный и рекомендует возвращаться к частотной модуляции при проблемах со связью. Этот физический уровень стандартизирован в документе HCF_SPEC-60.

#### Сообщение
Обмен ведется сообщениями — неразрывными наборами данных. Каждое сообщение содержит преамбулу для синхронизации демодулятора приемника и набор данных, называемых фреймом. Между сообщениями идут паузы, во время которых никакой модуляции на линию не идет. Данные передаются байтами в формате асинхронного интерфейса, то есть снабжены стартовым, стоповым битом и битом контроля чётности для проверки целостности приёма.
В режиме частотной модуляции преамбула представляет собой от 5 до 20 байт 0xFF того же формата асинхронного интерфейса. Ведомые устройства обычно используют минимальную для них длину преамбулы, мастер сети обязан начинать обмен с максимально длинной преамбулы и может уменьшать её, если позволяют ведомые устройства. В режиме фазовой модуляции преамбула отличается, но структура фрейма та же.

#### Проводка
Для подключения приборов стандарт рекомендует применять экранированный кабель сечением не менее 24 AWG (0,2 мм2). Оценочная таблица максимальной рекомендованной длины в зависимости от погонной ёмкости кабеля для провода сечением 18 AWG (0,8 мм2):
| К-во приборов на линии | 65 пФ/м | 95 пФ/м | 160 пФ/м | 225 пФ/м |
| ---------------------- | ------- | ------- | -------- | -------- |
| 1                      | 2769 м  | 2000 м  | 1292 м   | 985 м    |
| 5                      | 2462 м  | 1815 м  | 1138 м   | 892 м    |
| 15                     | 1846 м  | 1415 м  | 892 м    | 708 м    |

### Канальный уровень
HART-протокол построен по принципу «Ведущий — Ведомый» с обменом пакетами вида «команда + данные». То есть, в сети есть мастер, формирующий запросы, и одно или более ведомых устройств, отвечающих по запросу мастера.

#### Multi-master
Протокол допускает наличие двух управляющих устройств (мастеров). Их называют Primary Master и Secondary Master. Второй мастер может выполнять роль контрольно-настроечного терминала, позволяющего получить доступ к приборам без отключения или иного нарушения работы оборудования. Допускается «горячее» подключение второго мастера.

#### Multi-drop
Первоначально HART допускал только одно ведомое устройство на линии. Оно формировало аналоговый сигнал 4—20 мА и независимо от аналогового сигнала отвечало на запросы мастера. Этот режим называли Point-to-Point. Начиная с HART 3 ввели возможность подключать к одной паре проводов до 15, а с HART 6 и до 63 устройств. В этом режиме, названном Multi-drop, устройства фиксируют аналоговый выход на уровне 4 мА и используют сетевую адресацию в протоколе.

#### Формат фрейма
Структура данных фрейма показана в таблице:
| Название поля | Длина (байт) | Назначение                                                                          |
| ------------- | ------------ | ----------------------------------------------------------------------------------- |
| Delimiter     | 1            | Используется для определения начала фрейма, номера мастера и наличия поля Expansion |
| Address       | 1 или 5      | Содержит сетевой адрес назначения, индикатор Burst Mode                             |
| [Expansion]   | 0—3          |                                                                                     |
| Command       | 1            | Код команды                                                                         |
| Byte Count    | 1            | Размер полей Status+Data                                                            |
| [Status]      | 0 или 2      | Статус ведомого устройства. В фреймах мастера отсутствует                           |
| [Data]        | 0—255        | Данные команды                                                                      |
| Check Byte    | 1            | XOR для всех байт сообщения начиная с Delimiter по последний байт Data              |

Delimiter
Определяет направление передачи (мастер к ведомому или наоборот), длину полей адреса и expansion.
Адрес
Первоначально длина поля адреса была однобайтовой, для адресации устройства выделялось 4 бита. Таким образом, в сети могло быть только 16 устройств, включая мастера сети. Начиная с HART 6, поле адреса расширили до 5 байт, для адресации устройства выделили 38 бит, и теперь устройства в сети адресуются по их уникальным номерам.
Expansion
Опциональное поле, появилось начиная с версии HART 6. Длина определяется в байте Delimiter.
Command
Коды команд разбиты на несколько групп. Начиная с HART 6, код команды может расширяться до двух байт, находящихся первыми в поле Data.

## WirelessHART
В сентябре 2007 года HART Communication Foundation выпустил новый беспроводной стандарт WirelessHART. В качестве радиоканала WirelessHART использовал стандарт беспроводных сетей IEEE 802.15.4-2006 (диапазон ISM) с разделением каналов по времени (TDMA). Трафик шифруется (AES 128).
WirelessHART является частью новой спецификации HART 7, а также стандартизован как IEC 62591:2016. Документ на протокол WirelessHART Device Specification HCF_SPEC-290.
Сеть WirelessHART является самоорганизующейся. Для добавления устройства в сеть достаточно ввести пароль доступа к сети. При необходимости устройства могут сами строить топологию ретрансляции. Расстояния между узлами сети могут достигать нескольких километров.

## HART-IP
Существует спецификация Network Management Specification HCF_SPEC-085, определяющая тунеллирование HART через стандартные сети TCP/IP.